# Kokkolan Palloveikot
El Kokkolan Palloveikot o KPV és un club de futbol finlandès de la ciutat de Kokkola.
L'equip és el club de parla finesa de la ciutat. El seu rival és el club de parla sueca GBK Kokkola.

## Palmarès
- Lliga finlandesa de futbol:[2][3]
  - 1969

## Futbolistes destacats
- Keith Armstrong
- Ramon Bailey
- Chad Botha
- Ryan Botha
- Jukka Hakala
- Pekka Kainu
- Miika Koppinen
- Tero Koskela
- Steve Modeste
- Jaime Rodriguez
- Henri Myntti
- Juha Reini
- Noam Surrier
- Eddy Torrest
- Tuomas Uusimäki
- Dawda Bah
- Demba Savage